# Marco Lucchesi (regista)
Marco Lucchesi (Roma, 3 luglio 1955) è un regista teatrale italiano.
Inizia il suo lavoro come regista/documentarista nel 1981 realizzando vari documentari per la Corona Cinematografica. Nello stesso anno partecipa come borsista ad alcuni allestimenti del Piccolo Teatro di Milano diplomandosi con una tesi sul Caligola di Albert Camus. 
Lavora quindi come assistente di Eduardo De Filippo (Teatro Ateneo, Mettiti al passo di Claudio Brachino) e Gabriele Lavia (Teatro Eliseo, Tito Andronico) fonda quindi nel 1985 il Teatro Due di Roma.
Dal 1986 ad oggi ha messo in scena numerosi spettacoli tratti da testi di autori moderni e contemporanei (Pinter, Camus, Duras, Sarraute, Nicolaj, Santanelli, Sanguineti, Nediani, Kohout, Betti, Ruccello, Landolfi, Valduga).
Dal 1991 al 1996 collabora con Edoardo Sanguineti e Maurizio Grande realizzando cinque spettacoli tratti dall'opera dello stesso Sanguineti e sviluppando un lungo lavoro di approfondimento critico a proposito di Baccanti con una classe di quaranta attrici diplomate nelle migliori scuole di recitazione italiane. Al laboratorio condotto da Maurizio Grande prendono parte, come insegnanti, Marisa Fabbri, Edoardo Sanguineti e Fausto Razzi.
Partecipa nel 1994 al Dionysia Festival Mondiale di Drammaturgia Contemporanea con il testo di Manlio Santanelli Il baciamano, testo che risulterà vincitore di quella edizione.
Nel 1997 fonda, su incarico del Maestro Menotti, la Compagnia Stabile del Festival di Spoleto, mettendo in scena L'isola purpurea di M. Bulgakov e Per un sì o per un no di Nathalie Sarraute.
Dal 2000 alterna l'attività di regista teatrale a quella di organizzatore/produttore di eventi culturali e di direzione artistica del Teatro Due di Roma, un teatro stabile d'essai.
Dal 2017 comincia a collaborare con il Teatro di Roma Teatro Nazionale.

## Teatro
- Il calapranzi di Harold Pinter
- Non tutti i ladri vengono per nuocere di Dario Fo
- La Marcolfa di Dario Fo
- Protocolli di Edoardo Sanguineti
- Il turno di Berto Gavioli
- Victoria Station di Harold Pinter
- Classe di ferro di Aldo Nicolaj
- La grazia umana di Antonio Nediani
- I nani di Harold Pinter
- Le acque e le foreste di Marguerite Duras
- Breve è la notte di Emanuela Giordano
- Nell'altra stanza di Elio Pecora
- Per un sì o per un no di Nathalie Sarraute
- Posizione di stallo di Pavel Kohout (due edizioni)
- Il cappello con la peonia di Elio Pecora
- Era il 29 aprile di Stolper
- Tracce da Edoardo Sanguineti
- Mexico City da Albert Camus
- In/pasto da Edoardo Sanguineti
- Gianciotto Malatesta di Marola Martelli
- Corruzione a Palazzo di giustizia di Ugo Betti
- Le cipolle di Sofocle da Dürrenmatt
- Storie naturali di Edoardo Sanguineti
- Visita di un padre al figlio di Jean Luis Bourdon
- Trittico di Elio Pecora
- Il berreto a sonagli di Luigi Pirandello
- Il baciamano di Manlio Santanelli (due edizioni)
- La donna del banco dei pegni di Manlio Santanelli (tre edizioni)
- Caligola di Albert Camus
- Satyricon da Edoardo Sanguineti
- L'isola purpurea di Michail Bulgakov
- Bartleby lo scrivano da Herman Melville
- Cancroregina di Tommaso Landolfi
- Donna di dolori di Patrizia Valduga
- La vita che sarà di Giuseppe Fontani
- La mosca bianca (Eichmann a Gerusalemme) di Donald Freed
- La Venere dei terremoti di Manlio Santanelli
- Il mondo d'acqua di Aldo Nicolaj
- Addio mia bella signora di Isabella Peroni
- Tutte le notti di Gianni Guardigli
- Cielo tagliato di Gianni Guardigli
- Corsi e ricorsi di Raffaele Aufiero
- Sanguineti Storie's
- Maria Stuarda di Friedrich Schiller
- Il Capitale di Karl Marx
- Storie naturali da Edoardo Sanguineti
- Le Duchesse d'Amalfi da John Webster
- Il Matriarcato, di autori vari
- Se Calvino avesse cent'anni